# Tour de France 1997/Fahrerfeld
Die Liste des Fahrerfeldes der Tour de France 1997 stellt alle Teilnehmer an der 84. Tour de France dar. Insgesamt waren 198 Fahrer in 22 Teams beim Prolog in Rouen am Start. Das Ziel in Paris erreichten 139 Fahrer.

## Legende
- Suspendierung: Ausschluss durch eigenes Team
- Ausschluss: Ausschluss durch die Rennleitung vor Etappenbeginn
- Disqualifikation: Ausschluss durch die Rennleitung nach Rennbeginn
- : Etappensieger
- : Gelbes Trikot für den Gesamtführenden
- : Grünes Trikot für den Punktbesten
- : Gepunktetes Trikot für den besten Bergfahrer
- : Weißes Trikot für den besten Jungprofi  (Das weiße Trikot wurde 1997 nicht getragen. Es dient hier der Darstellung, da die Wertung des besten Nachwuchsfahrers jedoch am Ende der Rundfahrt vergeben wurde.)
- : Gelbe Rückennummer für das in der Mannschaftswertung führende Team (Die gelbe Rückennummer wurde 1997 noch nicht vergeben. In dieser Darstellung soll sie nur zur Visualisierung dienen.)
- : Rote Rückennummer für den kämpferischsten Fahrer der Rundfahrt.  (1997 noch nicht täglich vergeben.)

## Überblick Teilnehmer
| Nr.    | Land                   | Teilnehmer | Ziel in Paris erreicht |
| ------ | ---------------------- | ---------- | ---------------------- |
| 01     | Italien                | 53         | 37                     |
| 02     | Frankreich             | 45         | 29                     |
| 03     | Spanien                | 24         | 20                     |
| 04     | Niederlande            | 11         | 09                     |
| 05     | Belgien                | 09         | 05                     |
| 06     | Schweiz                | 08         | 04                     |
| 07     | Deutschland            | 07         | 07                     |
| 08     | Vereinigte Staaten     | 06         | 06                     |
| 09     | Australien             | 05         | 05                     |
| 10     | Dänemark               | 05         | 04                     |
| 11     | Russland               | 05         | 01                     |
| 12     | Estland                | 02         | 01                     |
| 13     | Kolumbien              | 02         | 01                     |
| 14     | Österreich             | 02         | 02                     |
| 15     | Polen                  | 02         | 02                     |
| 16     | Ukraine                | 02         | 01                     |
| 17     | Vereinigtes Königreich | 02         | 01                     |
| 18     | Finnland               | 01         | 01                     |
| 19     | Kanada                 | 01         | 0                      |
| 20     | Kasachstan             | 01         | 0                      |
| 21     | Litauen                | 01         | 01                     |
| 22     | Mexiko                 | 01         | 01                     |
| 23     | Portugal               | 01         | 01                     |
| 24     | Tschechien             | 01         | 0                      |
| 25     | Usbekistan             | 01         | 0                      |
| Gesamt | Gesamt                 | 198        | 139                    |

## Teams
X steht für einen vorzeitigen Ausstieg; T für den Rang in der Teamwertung. Die deutschen, österreichischen und schweizerischen Fahrer sind fett markiert.

### Team Deutsche Telekom
UCI-Kürzel: TEL
| Nr. | Name              |             | Anmerkungen                                                                                 | Rang |
| --- | ----------------- | ----------- | ------------------------------------------------------------------------------------------- | ---- |
| 1   | Bjarne Riis       | Danemark    |                                                                                             | 7    |
| 2   | Rolf Aldag        | Deutschland |                                                                                             | 51   |
| 3   | Udo Bölts         | Deutschland |                                                                                             | 21   |
| 4   | Christian Henn    | Deutschland |                                                                                             | 84   |
| 5   | Jens Heppner      | Deutschland |                                                                                             | 60   |
| 6   | Giovanni Lombardi | Italien     |                                                                                             | 118  |
| 7   | Georg Totschnig   | Osterreich  |                                                                                             | 34   |
| 8   | Jan Ullrich       | Deutschland | : 10. & 12. Etappe; : 10.–21. Etappe; : 1.–21. Etappe – Sieger Gesamt- und Nachwuchswertung | 1    |
| 9   | Erik Zabel        | Deutschland | : 3., 7. & 8. Etappe; : 4.–21. Etappe – Sieger Punktewertung                                | 66   |
|     |                   |             | : 1.–5., 10. & 13.–21. Etappe – Sieger Mannschaftswertung                                   | T1   |

### Festina Watches
UCI-Kürzel: FES
| Nr. | Name               |            | Anmerkungen                                                                                     | Rang |
| --- | ------------------ | ---------- | ----------------------------------------------------------------------------------------------- | ---- |
| 11  | Richard Virenque   | Frankreich | : 14. Etappe; : 11.–21. Etappe; : 1.–21. Etappe – Sieger Bergwertung und Kämpferischster Fahrer | 2    |
| 12  | Gianluca Bortolami | Italien    |                                                                                                 | 46   |
| 13  | Laurent Brochard   | Frankreich | : 9. Etappe; : 3.–10. Etappe                                                                    | 31   |
| 14  | Laurent Dufaux     | Schweiz    |                                                                                                 | 9    |
| 15  | Pascal Hervé       | Frankreich |                                                                                                 | 36   |
| 16  | Joona Laukka       | Finnland   |                                                                                                 | 35   |
| 17  | Christophe Moreau  | Frankreich |                                                                                                 | 19   |
| 18  | Didier Rous        | Frankreich | : 18. Etappe                                                                                    | 45   |
| 19  | Neil Stephens      | Australien | : 17. Etappe                                                                                    | 54   |
|     |                    |            | : 11. & 12. Etappe                                                                              | T3   |

### Mapei-GB
UCI-Kürzel: MAP
| Nr. | Name                |         | Anmerkungen                                       | Rang |
| --- | ------------------- | ------- | ------------------------------------------------- | ---- |
| 21  | Johan Museeuw       | Belgien | Aufgabe während der 18. Etappe                    | X    |
| 22  | Oscar Camenzind     | Schweiz |                                                   | 12   |
| 23  | Valentino Fois      | Italien | Aufgabe während der 12. Etappe                    | X    |
| 24  | Zenon Jaskuła       | Polen   |                                                   | 59   |
| 25  | Daniele Nardello    | Italien |                                                   | 18   |
| 26  | Wilfried Peeters    | Belgien |                                                   | 89   |
| 27  | Tom Steels          | Belgien | Disqualifiziert nach der 6. Etappe (Flaschenwurf) | X    |
| 28  | Andrea Tafi         | Italien |                                                   | 57   |
| 29  | Frank Vandenbroucke | Belgien |                                                   | 50   |
|     |                     |         |                                                   | T6   |

### ONCE
UCI-Kürzel: ONC
| Nr. | Name                     |            | Anmerkungen                                  | Rang |
| --- | ------------------------ | ---------- | -------------------------------------------- | ---- |
| 31  | Laurent Jalabert         | Frankreich |                                              | 43   |
| 32  | Íñigo Cuesta             | Spanien    |                                              | 70   |
| 33  | David Etxebarria         | Spanien    | Aufgabe während der 14. Etappe               | X    |
| 34  | Marcelino Garcia         | Spanien    |                                              | 121  |
| 35  | Aitor Garmendia          | Spanien    |                                              | 63   |
| 36  | Francisco Javier Mauleón | Spanien    |                                              | 85   |
| 37  | Roberto Sierra           | Spanien    |                                              | 78   |
| 38  | Mikel Zarrabeitia        | Spanien    | Aufgabe während der 16. Etappe               | X    |
| 39  | Alex Zülle               | Schweiz    | Nicht zur 5. Etappe angetreten (Sturzfolgen) | X    |
|     |                          |            |                                              | T16  |

### MG.Technogym
UCI-Kürzel: MAG
| Nr. | Name               |         | Anmerkungen                    | Rang |
| --- | ------------------ | ------- | ------------------------------ | ---- |
| 41  | Michele Bartoli    | Italien | Aufgabe während der 10. Etappe | X    |
| 42  | Fabio Baldato      | Italien | Aufgabe während der 15. Etappe | X    |
| 43  | Carlo Finco        | Italien |                                | 129  |
| 44  | Fabiano Fontanelli | Italien | Aufgabe während der 4. Etappe  | X    |
| 45  | Angelo Lecchi      | Italien | Aufgabe während der 9. Etappe  | X    |
| 46  | Nicola Loda        | Italien |                                | 110  |
| 47  | Luca Scinto        | Italien |                                | 120  |
| 48  | Gilberto Simoni    | Italien |                                | 116  |
| 49  | Matteo Tosatto     | Italien |                                | 132  |
|     |                    |         |                                | T21  |

### Team Polti
UCI-Kürzel: PLT
| Nr. | Name             |             | Anmerkungen                     | Rang |
| --- | ---------------- | ----------- | ------------------------------- | ---- |
| 51  | Luc Leblanc      | Frankreich  | Nicht zur 14. Etappe angetreten | X    |
| 52  | Rossano Brasi    | Italien     |                                 | 130  |
| 53  | Íñigo Chaurreau  | Spanien     |                                 | 92   |
| 54  | Mirco Crepaldi   | Italien     |                                 | 123  |
| 55  | Gerrit de Vries  | Niederlande |                                 | 125  |
| 56  | Mirco Gualdi     | Italien     | Aufgabe während der 9. Etappe   | X    |
| 57  | Giuseppe Guerini | Italien     |                                 | 53   |
| 58  | Serhij Uschakow  | Ukraine     |                                 | 113  |
| 59  | Gianluca Valoti  | Italien     |                                 | 86   |
|     |                  |             |                                 | T19  |

### Cofidis
UCI-Kürzel: COF
| Nr. | Name              |                    | Anmerkungen                                        | Rang |
| --- | ----------------- | ------------------ | -------------------------------------------------- | ---- |
| 61  | Tony Rominger     | Schweiz            | Aufgabe während der 4. Etappe (Schlüsselbeinbruch) | X    |
| 62  | Frankie Andreu    | Vereinigte Staaten |                                                    | 79   |
| 63  | Laurent Desbiens  | Frankreich         | : 11. Etappe                                       | 127  |
| 64  | Philippe Gaumont  | Frankreich         |                                                    | 139  |
| 65  | Nicolas Jalabert  | Frankreich         |                                                    | 135  |
| 66  | Bobby Julich      | Vereinigte Staaten |                                                    | 17   |
| 67  | Kevin Livingston  | Vereinigte Staaten |                                                    | 38   |
| 68  | Christophe Rinero | Frankreich         |                                                    | 115  |
| 69  | Cyril Saugrain    | Frankreich         | Aufgabe während der 14. Etappe                     | X    |
|     |                   |                    |                                                    | T14  |

### La Française des Jeux
UCI-Kürzel: FDJ
| Nr. | Name                |                        | Anmerkungen                    | Rang |
| --- | ------------------- | ---------------------- | ------------------------------ | ---- |
| 71  | Mauro Gianetti      | Schweiz                | Aufgabe während der 16. Etappe | X    |
| 72  | Frédéric Guesdon    | Frankreich             |                                | 111  |
| 73  | Stéphane Heulot     | Frankreich             |                                | 20   |
| 74  | Christophe Mengin   | Frankreich             | : 16. Etappe                   | 48   |
| 75  | Damien Nazon        | Frankreich             | Aufgabe nach der 9. Etappe     | X    |
| 76  | Andrea Peron        | Italien                |                                | 56   |
| 77  | Davide Rebellin     | Italien                |                                | 58   |
| 78  | Maximilian Sciandri | Vereinigtes Konigreich |                                | 67   |
| 79  | Flavio Vanzella     | Italien                |                                | 106  |
|     |                     |                        |                                | T9   |

### Roslotto-ZG Mobili
UCI-Kürzel: ROS
| Nr. | Name                     |             | Anmerkungen                    | Rang |
| --- | ------------------------ | ----------- | ------------------------------ | ---- |
| 81  | Oleksandr Hontschenkow   | Ukraine     | Aufgabe nach der 16. Etappe    | X    |
| 82  | Wjatscheslaw Dschawanjan | Russland    | Aufgabe während der 16. Etappe | X    |
| 83  | Marco Fincato            | Italien     | Aufgabe während der 15. Etappe | X    |
| 84  | Vitali Kokorin           | Russland    | Aufgabe während der 11. Etappe | X    |
| 85  | Pavel Padrnos            | Tschechien  | Aufgabe während der 9. Etappe  | X    |
| 86  | Torsten Schmidt          | Deutschland |                                | 136  |
| 87  | Daniele Sgnaolin         | Italien     |                                | 72   |
| 88  | Massimo Strazzer         | Italien     | Aufgabe während der 9. Etappe  | X    |
| 89  | Marco Zen                | Italien     |                                | 73   |
|     |                          |             |                                | T18  |

### GAN
UCI-Kürzel: GAN
| Nr. | Name               |                        | Anmerkungen                                                         | Rang |
| --- | ------------------ | ---------------------- | ------------------------------------------------------------------- | ---- |
| 91  | Chris Boardman     | Vereinigtes Konigreich | : Prolog; : 1. Etappe; : 1. Etappe – Aufgabe während der 13. Etappe | X    |
| 92  | Frédéric Moncassin | Frankreich             |                                                                     | 114  |
| 93  | Stuart O’Grady     | Australien             |                                                                     | 109  |
| 94  | Eros Poli          | Italien                |                                                                     | 134  |
| 95  | Arnaud Pretot      | Frankreich             |                                                                     | 105  |
| 96  | Gérard Rué         | Frankreich             | Aufgabe nach der 14. Etappe                                         | X    |
| 97  | François Simon     | Frankreich             |                                                                     | 32   |
| 98  | Cédric Vasseur     | Frankreich             | : 5. Etappe; : 6.–10. Etappe                                        | 40   |
| 99  | Henk Vogels        | Australien             |                                                                     | 99   |
|     |                    |                        | : 6.–9. Etappe                                                      | T17  |

### TVM
UCI-Kürzel: TVM
| Nr. | Name               |             | Anmerkungen                    | Rang |
| --- | ------------------ | ----------- | ------------------------------ | ---- |
| 101 | Maarten den Bakker | Niederlande |                                | 64   |
| 102 | Jeroen Blijlevens  | Niederlande | : 6. Etappe                    | 126  |
| 103 | Bo Hamburger       | Danemark    | Aufgabe während der 14. Etappe | X    |
| 104 | Tristan Hoffman    | Niederlande |                                | 126  |
| 105 | Servais Knaven     | Niederlande |                                | 107  |
| 106 | Laurent Roux       | Frankreich  |                                | 23   |
| 107 | Jesper Skibby      | Danemark    |                                | 82   |
| 108 | Peter Van Petegem  | Belgien     |                                | 102  |
| 109 | Bart Voskamp       | Niederlande |                                | 98   |
|     |                    |             |                                | T15  |

### Saeco-Estro
UCI-Kürzel: SAE
| Nr. | Name                 |         | Anmerkungen                                                                        | Rang |
| --- | -------------------- | ------- | ---------------------------------------------------------------------------------- | ---- |
| 111 | Ivan Gotti           | Italien | Nicht zur 7. Etappe angetreten                                                     | X    |
| 112 | Philipp Buschor      | Schweiz |                                                                                    | 137  |
| 113 | Francesco Casagrande | Italien |                                                                                    | 6    |
| 114 | Mario Cipollini      | Italien | : 1. & 2. Etappe; : 2.–5. Etappe; : 2. & 3. Etappe – Aufgabe während der 7. Etappe | X    |
| 115 | Gian Matteo Fagnini  | Italien |                                                                                    | 103  |
| 116 | Paolo Fornaciari     | Italien | Aufgabe während der 14. Etappe                                                     | X    |
| 117 | Dario Frigo          | Italien | Aufgabe während der 14. Etappe                                                     | X    |
| 118 | Giorgio Furlan       | Italien |                                                                                    | 74   |
| 119 | Massimiliano Lelli   | Italien |                                                                                    | 47   |
|     |                      |         |                                                                                    | T12  |

### Rabobank
UCI-Kürzel: RAB
| Nr. | Name               |             | Anmerkungen                     | Rang |
| --- | ------------------ | ----------- | ------------------------------- | ---- |
| 121 | Peter Luttenberger | Osterreich  |                                 | 13   |
| 122 | Michael Boogerd    | Niederlande |                                 | 16   |
| 123 | Erik Breukink      | Niederlande |                                 | 52   |
| 124 | Erik Dekker        | Niederlande |                                 | 81   |
| 125 | Patrick Jonker     | Australien  |                                 | 62   |
| 126 | Robbie McEwen      | Australien  |                                 | 117  |
| 127 | Danny Nelissen     | Niederlande | Nicht zur 12. Etappe angetreten | X    |
| 128 | Rolf Sørensen      | Danemark    |                                 | 68   |
| 129 | Léon van Bon       | Niederlande | Nicht zur 7. Etappe angetreten  | X    |
|     |                    |             |                                 | T7   |

### Casino "C’est votre équipe"
UCI-Kürzel: CSO
| Nr. | Name                 |              | Anmerkungen                    | Rang |
| --- | -------------------- | ------------ | ------------------------------ | ---- |
| 131 | Alberto Elli         | Italien      |                                | 30   |
| 132 | Christophe Agnolutto | Frankreich   |                                | 94   |
| 133 | Lauri Aus            | Estland      |                                | 124  |
| 134 | Pascal Chanteur      | Frankreich   |                                | 26   |
| 135 | Fabrice Gougot       | Frankreich   |                                | 42   |
| 136 | Rolf Järmann         | Schweiz      | Aufgabe während der 16. Etappe | X    |
| 137 | Artūras Kasputis     | Litauen 1989 | : 2. Etappe                    | 93   |
| 138 | Jaan Kirsipuu        | Estland      | Aufgabe während der 9. Etappe  | X    |
| 139 | Marco Saligari       | Italien      |                                | 95   |
|     |                      |              |                                | T8   |

### Batik-Del Monte
UCI-Kürzel: BAT
| Nr. | Name               |          | Anmerkungen                     | Rang |
| --- | ------------------ | -------- | ------------------------------- | ---- |
| 141 | Eugeni Berzin      | Russland | Nicht zur 7. Etappe angetreten  | X    |
| 142 | Andrea Brognara    | Italien  | Aufgabe während der 11. Etappe  | X    |
| 143 | Bruno Cenghialta   | Italien  |                                 | 112  |
| 144 | Luca Colombo       | Italien  | Aufgabe während der 14. Etappe  | X    |
| 145 | Francesco Frattini | Italien  | Nicht zur 14. Etappe angetreten | X    |
| 146 | Nicola Minali      | Italien  | : 4. & 21. Etappe               | 122  |
| 147 | Jon Odriozola      | Spanien  |                                 | 65   |
| 148 | Gianluca Pierobon  | Italien  |                                 | 133  |
| 149 | Giuseppe Tartaggia | Italien  |                                 | 97   |
|     |                    |          |                                 | T20  |

### Banesto
UCI-Kürzel: BAN
| Nr. | Name               |          | Anmerkungen                   | Rang |
| --- | ------------------ | -------- | ----------------------------- | ---- |
| 151 | Abraham Olano      | Spanien  | : 20. Etappe                  | 4    |
| 152 | Marino Alonso      | Spanien  |                               | 61   |
| 153 | José Luis Arrieta  | Spanien  |                               | 75   |
| 154 | Manuel Beltrán     | Spanien  |                               | 14   |
| 155 | Santiago Blanco    | Spanien  |                               | 27   |
| 156 | Ángel Casero       | Spanien  |                               | 29   |
| 157 | José Acosta        | Spanien  | Aufgabe während der 4. Etappe | X    |
| 158 | José María Jiménez | Spanien  |                               | 8    |
| 159 | Orlando Rodrigues  | Portugal |                               | 33   |
|     |                    |          |                               | T4   |

### Lotto Mobistar-Isoglas
UCI-Kürzel: LOT
| Nr. | Name                       |            | Anmerkungen                                           | Rang |
| --- | -------------------------- | ---------- | ----------------------------------------------------- | ---- |
| 161 | Laurent Madouas            | Frankreich |                                                       | 25   |
| 162 | Dschamolidin Abduschaparov | Usbekistan | Disqualifiziert nach der 6. Etappe (Doping 2. Etappe) | X    |
| 163 | Peter Farazijn             | Belgien    |                                                       | 39   |
| 164 | Jo Planckaert              | Belgien    | Disqualifiziert nach der 14. Etappe (Zeitlimit)       | X    |
| 165 | Benoît Salmon              | Frankreich | Aufgabe nach der 18. Etappe                           | X    |
| 166 | Andreï Tchmil              | Russland   | Disqualifiziert nach der 14. Etappe (Zeitlimit)       | X    |
| 167 | Andrej Teteriouk           | Kasachstan | Nicht zur 12. Etappe angetreten                       | X    |
| 168 | Paul Van Hyfte             | Belgien    |                                                       | 90   |
| 169 | Marc Wauters               | Belgien    | Disqualifiziert nach der 14. Etappe (Zeitlimit)       | X    |
|     |                            |            |                                                       | T11  |

### Kelme-Costa Blanca-Eurosport
UCI-Kürzel: KEL
| Nr. | Name                     |           | Anmerkungen                    | Rang |
| --- | ------------------------ | --------- | ------------------------------ | ---- |
| 171 | Fernando Escartín        | Spanien   |                                | 5    |
| 172 | Francisco Benítez        | Spanien   |                                | 71   |
| 173 | Hernán Buenahora         | Kolumbien |                                | 22   |
| 174 | Francisco Cabello        | Spanien   |                                | 108  |
| 175 | Juan José de los Ángeles | Spanien   |                                | 55   |
| 176 | Arsenio González         | Spanien   | Aufgabe während der 2. Etappe  | X    |
| 177 | José Jaime González Pico | Kolumbien | Aufgabe während der 18. Etappe | X    |
| 178 | Javier Pascual Rodríguez | Spanien   |                                | 37   |
| 179 | José Ángel Vidal         | Spanien   |                                | 77   |
|     |                          |           |                                | T5   |

### Mercatone Uno
UCI-Kürzel: MER
| Nr. | Name               |         | Anmerkungen                    | Rang |
| --- | ------------------ | ------- | ------------------------------ | ---- |
| 181 | Marco Pantani      | Italien | : 13. & 15. Etappe             | 3    |
| 182 | Marco Artunghi     | Italien |                                | 91   |
| 183 | Roberto Conti      | Italien |                                | 10   |
| 184 | Oscar Pellicioli   | Italien |                                | 80   |
| 185 | Giusvan Piovaccari | Italien | Aufgabe während der 15. Etappe | X    |
| 186 | Massimo Podenzana  | Italien |                                | 24   |
| 187 | Marcello Siboni    | Italien |                                | 41   |
| 188 | Mario Traversoni   | Italien | : 19. Etappe                   | 100  |
| 189 | Beat Zberg         | Schweiz |                                | 11   |
|     |                    |         |                                | T2   |

### U.S. Postal Service
UCI-Kürzel: USP
| Nr. | Name                  |                    | Anmerkungen | Rang |
| --- | --------------------- | ------------------ | ----------- | ---- |
| 191 | Wjatscheslaw Jekimow  | Russland           |             | 44   |
| 192 | Adriano Baffi         | Italien            |             | 119  |
| 193 | Dariusz Baranowski    | Polen              |             | 87   |
| 194 | Pascal Deramé         | Frankreich         |             | 131  |
| 195 | Tyler Hamilton        | Vereinigte Staaten |             | 69   |
| 196 | George Hincapie       | Vereinigte Staaten |             | 104  |
| 197 | Marty Jemison         | Vereinigte Staaten |             | 96   |
| 198 | Peter Meinert Nielsen | Danemark           |             | 49   |
| 199 | Jean-Cyril Robin      | Frankreich         |             | 15   |
|     |                       |                    |             | T10  |

### La Mutuelle de Seine et Marne
UCI-Kürzel: MUT
| Nr. | Name                |            | Anmerkungen                                     | Rang |
| --- | ------------------- | ---------- | ----------------------------------------------- | ---- |
| 201 | Jean-Philippe Dojwa | Frankreich | Aufgabe während der 15. Etappe                  | X    |
| 202 | Jean-François Anti  | Frankreich | Aufgabe während der 11. Etappe                  | X    |
| 203 | Stéphane Cueff      | Frankreich |                                                 | 138  |
| 204 | David Delrieu       | Frankreich | Aufgabe während der 16. Etappe                  | X    |
| 205 | Gordon Fraser       | Kanada     | Disqualifiziert nach der 9. Etappe (Zeitlimit)  | X    |
| 206 | Claude Lamour       | Frankreich | Disqualifiziert nach der 14. Etappe (Zeitlimit) | X    |
| 207 | Gilles Maignan      | Frankreich | Aufgabe während der 14. Etappe                  | X    |
| 208 | Laurent Pillon      | Frankreich | Disqualifiziert nach der 14. Etappe (Zeitlimit) | X    |
| 209 | Dominique Rault     | Frankreich |                                                 | 83   |
|     |                     |            | Keine Endplatzierung: 3 klassierte Fahrer nötig | –    |

### Big Mat-Auber 93
UCI-Kürzel: BIG
| Nr. | Name                |            | Anmerkungen                                     | Rang |
| --- | ------------------- | ---------- | ----------------------------------------------- | ---- |
| 211 | Pascal Lino         | Frankreich | Aufgabe während der 15. Etappe                  | X    |
| 212 | Miguel Arroyo       | Mexiko     |                                                 | 76   |
| 213 | Ludovic Auger       | Frankreich | Nicht zur 18. Etappe angetreten                 | X    |
| 214 | Thierry Bourguignon | Frankreich |                                                 | 28   |
| 215 | Laurent Genty       | Frankreich |                                                 | 101  |
| 216 | Thierry Gouvenou    | Frankreich |                                                 | 88   |
| 217 | Pascal Lance        | Frankreich | Disqualifiziert nach der 14. Etappe (Zeitlimit) | X    |
| 218 | Anthony Morin       | Frankreich | Nicht zur 15. Etappe angetreten                 | X    |
| 219 | Gilles Talmant      | Frankreich | Aufgabe während der 1. Etappe                   | X    |
|     |                     |            |                                                 | T13  |